# Бургундія (виноробний регіон)
47°10′01″ пн. ш. 4°57′00″ сх. д. / 47.167° пн. ш. 4.95° сх. д.
Бургундія  (фр. Bourgogne) — виноробний регіон, розташований на південному сході Франції. Простягається на 250 км від Шаблі на півночі до околиць містечка Макон на півдні.
Виноградники в Бургундії займають площу 29 500 гектарів, річне виробництво вина становить близько 1 500 000 гектолітрів. Білі вина з винограду сортів шардоне та аліготе складають близько 60 % від загального виробництва вина; червоні вина з сортів піно нуар та гаме — 30 %, решта — ігристі вина.
Бургундія є одним з найпрестижніших виноробних регіонів світу. За даними Wine Searcher за 2013 рік, з 50 найдорожчих вин світу, 37 походили з Бурґундії, лише 3 — з Бордо і 7 — з-за меж Франції. Найдорожчим вином світу є вино марки «Richebourg Grand Cru», вироблене Анрі Жає (фр. Henri Jayer) з Вон-Романе (фр. Vosne-Romanée).
Втім, для Бурґундії характерне надзвичайне різномаїття вин у зв'язку з розробленістю та індивідуальною специфікою виноградників.
Розташований в Бургундії, маєток ла Романе (фр. La romanée) є найменшою за площею (85 арів) сертифікованою АОС виноробною територією Франції, що виробляє щороку лише близько 4 000 пляшок марочного вина. Подібні сільськогосподарські виробництва з унікальними географічними умовами і чітко встановленою технологією виробництва згідно з французькою традицією називають «апелясьйонами».

## Історія

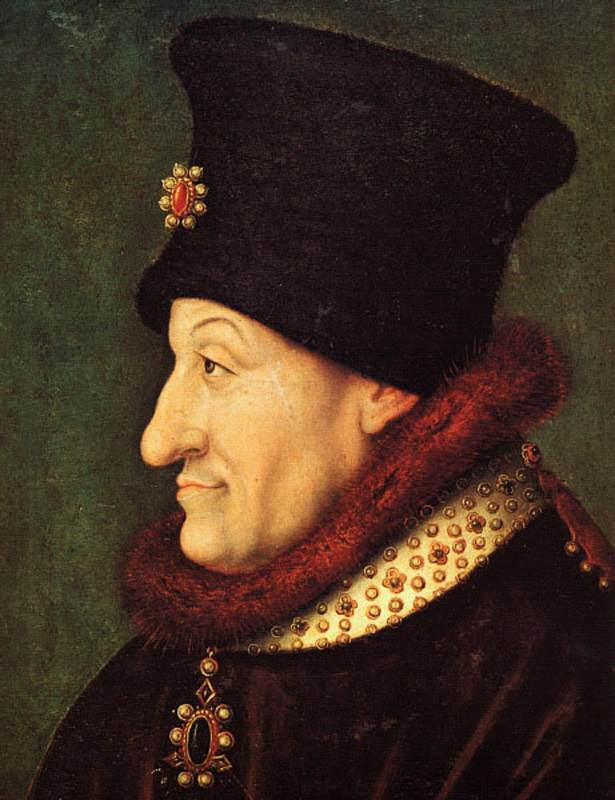
Філіп II Сміливий

Перші виноградники з'явилися в Бургундії ще в за кельтських часів в VI ст. до н.е. Для деяких дослідників, культура виноробства прийшла з Італії через Швейцарію, — для інших дослідників, виноградарство до Франції принесли грецькі колоністи, що селилися на південному узбережжі країни. В I ст. до н.е. Ґаллію захопили римляни, що дало додатковий імпульс для розвитку виноградарства. Вже в той час патриції Отена мали виноградники довкола Бон та Діжона.
Починаючи з VI ст. н. е. у Франції активно поширюється християнство, й виноробством починають займатися великі монастирі. Тоді ж виникають перші невеликі господарства, спеціалізовані на виноробстві, деякі з яких збереглись і сьогодні. Clos de Bèze було засновано між 630 і 640 рр., Clos Vougeot — 1115 р., Clos de Tart — 1141 р.
Якість вин досягла значного прогресу в XIV—XV ст. за часів Бургундського герцогства. 1395 р. Філіп II Сміливий заборонив вирощувати на своїх землях виноград сорту ґаме. З того часу сорт піно нуар є головним компонентом червоних бурґундських вин. Цей декрет є одним з перших прикладів встановлення вимог до якості продуктів харчування в світі і на 121 рік випередив німецький Райнгайтсґебот (едикт про чистоту пива). По смерті останнього бурґундського герцоґа Карла Сміливого в 1477 р. Бурґундія входить до складу Франції. Починаючи з 1652 р. лікар (і водночас бурґундець за походженням) Данієль Арбо (фр. Daniel Arbault) стверджує, що вина з Бон є «найздоровішими та найприємнішими з напоїв». Це покладе початок тривалій суперечці між виноробами Бурґундії та Шампані, відомої в історії як «винна сварка». Останні в XVII ст. виробляли червоне вино і були головними постачальниками вин до королівського двори. Зрештою, Людовік XIV в 1693 р. за порадою свого персонального лікаря переходить на бурґундські вина, які буцімто спроможні вилікувати його від приступів подагри.
Після французької революції 1789 р. бургундські виноградники переходять з рук шляхти та духовенства до багатих комерсантів; конкуренція, яка виникає між різними виробниками, сприятиме покращенню якості вина. Наполеон Бонапарт був великим шанувальником бурґундських вин, зокрема червоного вина, марки Chambertin. Наприкінці XIX ст. епідемія філоксери ледь не спричинилась до зникнення виноградників в Бургундії. 1910 р. мілдью завдало ще одного удару по виноградарству. Ці два лиха несли значні соціальні наслідки, а дефіцит винограду спровокував численні спроби шахрайства — бурґундські вина змішувались з вином з інших регіонів, а деякі неґоціанти взагалі продавали штучне вино. Для боротьби з шахраями винороби починають організовуватися в кооперативи та гільдії. 1930 рішенням суду встановлені кордони бурґундського виноробного регіону, а вже 1936 р. створена перша бурґундська марка вина Morey-saint-denis.
Друга половина XX ст. принесла механізацію виноградарства та значний технологічний прогрес в процесі виготовлення вина.
У 2006 р. в Бургундії була створена 100-та за переліком регіональна, сертифікована АОС виноробна територія. З 2015 р. цей виноробний регіон було занесено до списку світової спадщини ЮНЕСКО.

#### Чорні сорти

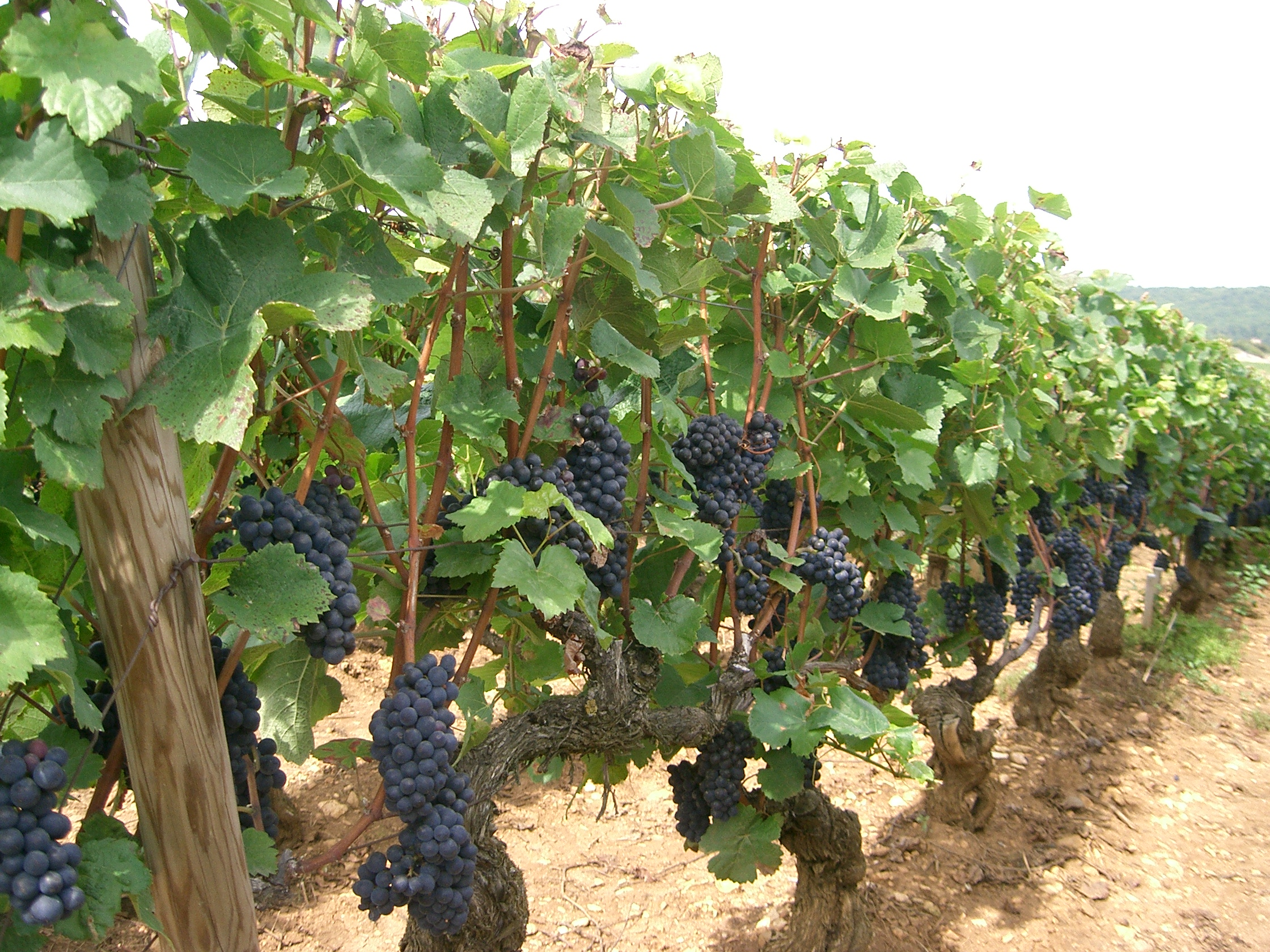
Піно Нуар

Найпоширенішим сортом винограду (36 % вина) в Бурґундії є Піно Нуар. Древній сорт, чия історія налічує понад 2000 років, Піно Нуар з'явився, найімовірніше, в Бурґундії в кельтський період і вже був відомий давнім римлянам під назвою лат. allobrogica. Піно Нуар — надзвичайно вимогливий та мінливий сорт і, в залежності від ґрунту та клімату дає вина, які значно відрізняються між собою. Найкращі вина з Піно Нуар отримують на вапнякових ґрунтах з помірним кліматом.

#### Білі сорти

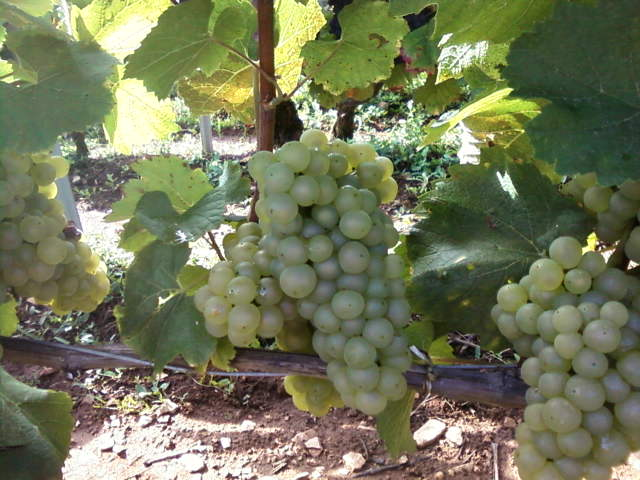
грона Шардоне

У Бургундії виробляють всесвітньо відомі білі вина Шаблі з винограду шардоне. Шаблі Гран Крю (фр. Chablis Grand Cru) вважаються одними з кращих білих вин світу. Це освіжаючі вина з гарною кислотністю та складним і стійким ароматом.

### Клімат
Клімат Бурґундії — напівконтинентальний з жарким літом та холодною зимою.
| Клімат Осера                              | Клімат Осера | Клімат Осера | Клімат Осера | Клімат Осера | Клімат Осера | Клімат Осера | Клімат Осера | Клімат Осера | Клімат Осера | Клімат Осера | Клімат Осера | Клімат Осера | Клімат Осера |
| Показник                                  | Січ.         | Лют.         | Бер.         | Квіт.        | Трав.        | Черв.        | Лип.         | Серп.        | Вер.         | Жовт.        | Лист.        | Груд.        | Рік          |
| Середній максимум, °C                     | 5,6          | 7,7          | 10,9         | 14,7         | 18,6         | 22,1         | 24,9         | 24,3         | 21,4         | 16,3         | 9,7          | 6,2          | 15,2         |
| Середня температура, °C                   | 2,9          | 4,2          | 6,7          | 9,7          | 13,4         | 16,7         | 19,1         | 18,7         | 16,0         | 11,9         | 6,4          | 3,5          | 10,8         |
| Середній мінімум, °C                      | 0,1          | 0,7          | 2,5          | 4,7          | 8,2          | 11,4         | 13,3         | 13,1         | 10,7         | 7,5          | 3,2          | 0,8          | 6,4          |
| Норма опадів, мм                          | 54.2         | 50.1         | 49           | 43.4         | 74.9         | 62.5         | 47.2         | 54.9         | 52.1         | 58.1         | 52.8         | 57.3         | 656.6        |
| ----------------------------------------- | ------------ | ------------ | ------------ | ------------ | ------------ | ------------ | ------------ | ------------ | ------------ | ------------ | ------------ | ------------ | ------------ |
| Джерело: Infoclimat : Auxerre (1961-1990) |              |              |              |              |              |              |              |              |              |              |              |              |              |

## Сертифікація AOC
АОС (фр. Appellation d’origine contrôlée) — система французької сертифікації під егідою підрозділу Міністерства сільського господарства Франції, який має назву «Національний інститут походження та якості» (фр. Institut national de l'origine et de la qualité). Сертифікація застосовується щодо певних французьких географічно зазначених вин, сирів, масел та інших сільськогосподарських продуктів. Сертифікат на певний продукт гарантує, що його виготовлено на чітко визначеній території з дотриманням суворо зазначених правил.
Марочні вина за стандартом АОС отримують відповідний сертифікат (фр. label officiel français).